# 政治剧
政治剧是指具有政治內容的劇場藝術、电影或电视节目，政治劇可以反映作者的政治观点以及重現政治人物的生平或一系列政治事件。政治剧的剧作家有艾倫·索金、罗伯特·佩恩·沃伦、谢尔盖·米哈依洛维奇·爱森斯坦、贝托尔特·布莱希特、让-保罗·萨特和费德里戈·加西亚·洛尔卡。